# 葡京沙圈

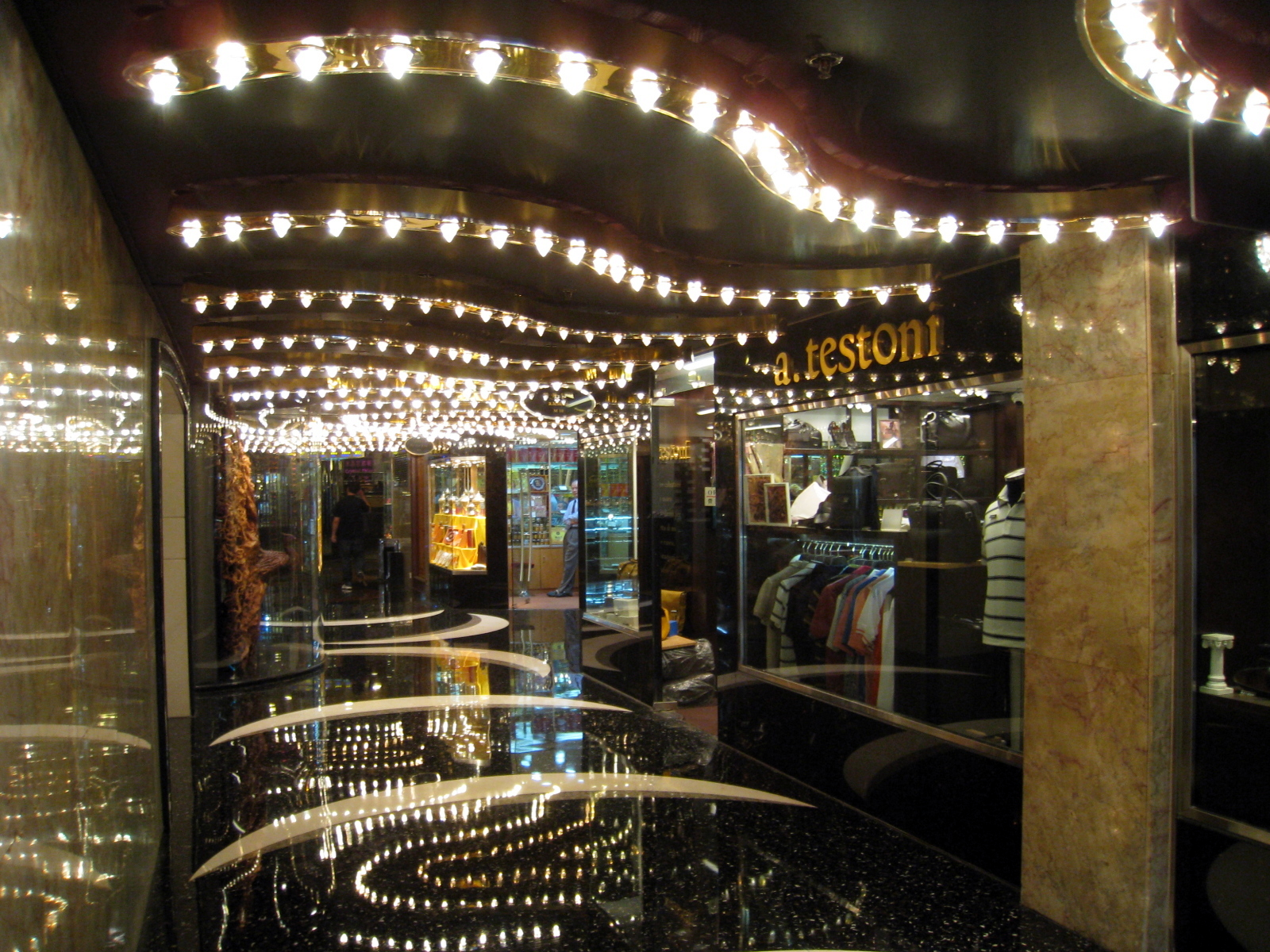
葡京沙圈位於葡京酒店地下商場的長迴廊

「葡京沙圈」為澳門葡京酒店地下商場內紅燈區之俗稱。自1970年代起，商場內一段50米長的環形迴廊開始出現大量流鶯徘徊遊蕩兜搭生意，猶如賽馬場內出賽前的馬匹在沙圈踱步讓賭客觀察下注，因而被謔稱為「葡京『沙圈』」。2015年1月，澳門司警發動大規模掃黃行動搗破葡京沙圈，拘捕涉嫌為賣淫集團主腦的何鴻燊姪兒、葡京酒店時任行政董事何猷倫及時任酒店經理王巧遇。經此一役，擁有四十多年歷史的葡京沙圈遭受重創，自此正式宣告瓦解，商場迴廊內的流鶯就此絕跡。

## 歷史

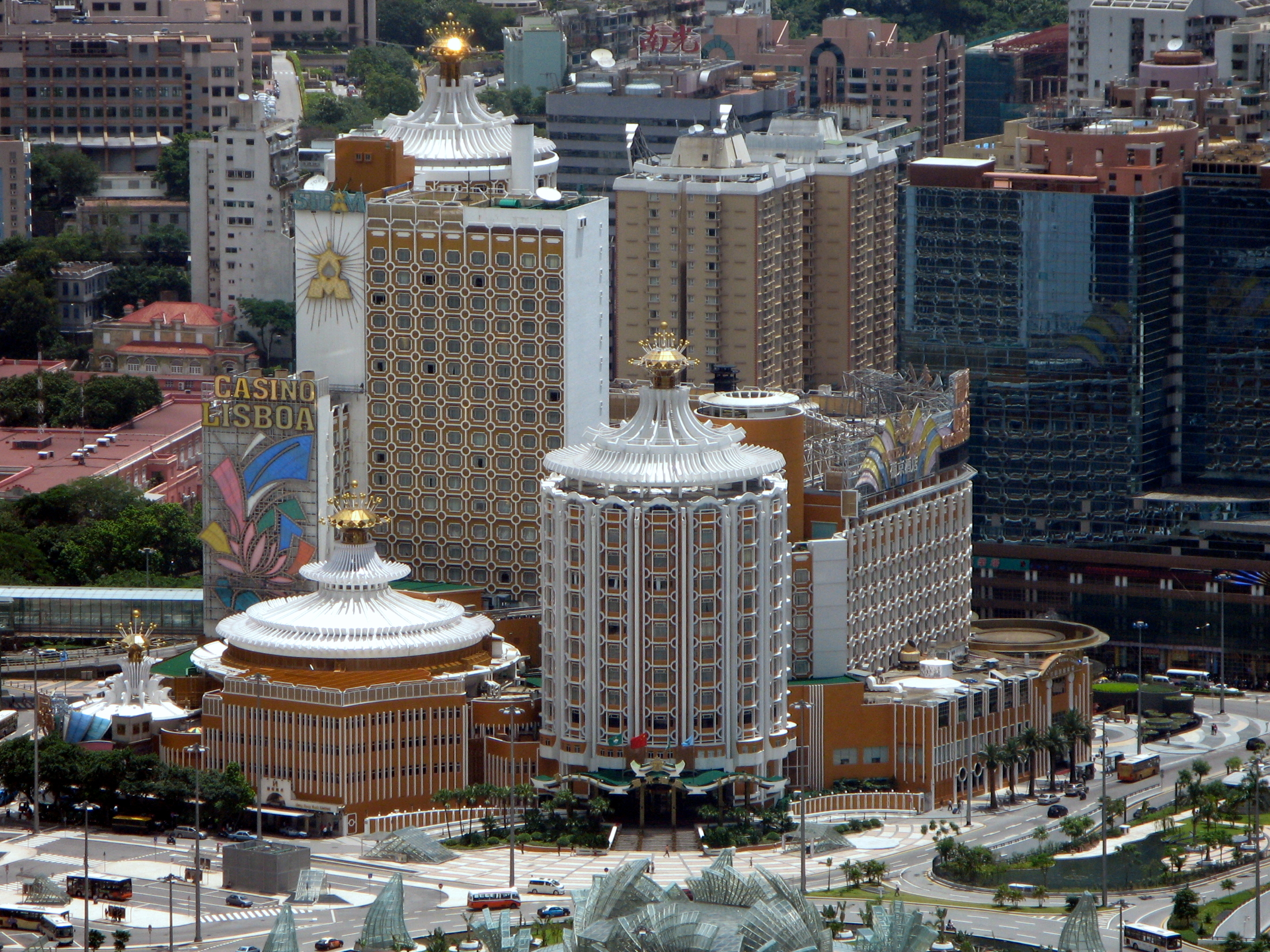
葡京酒店

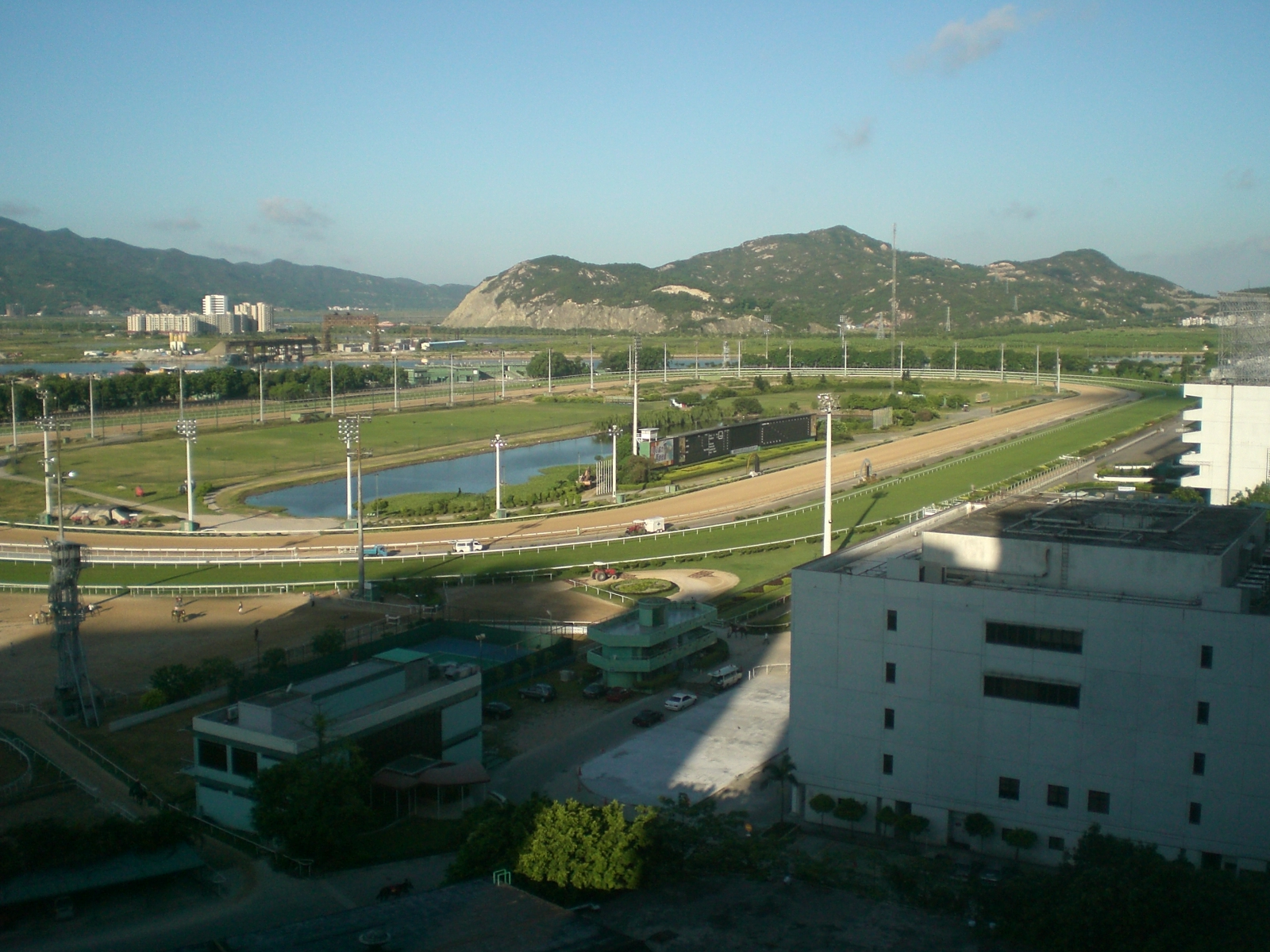
一座馬場

自1970年代起，葡京商場便是流鶯聚集兜搭生意的熱點，她們每天濃妝豔抹地在酒店地下商場的迴廊內來回徘徊遊蕩以兜搭生意，更有顧客在網上分享在沙圈的「體驗報告」，甚至發展成為澳門一處反映夜生活特色的獨特及著名遊覽景點。
1990年代後期，由於中國大陸的娛樂事業日趨興旺，葡京沙圈面臨激烈競爭，但因其本身擁有內地缺乏的國際化優勢（妓女主要來自中國大陸、東歐或東南亞國家）而仍能成功保留一定競爭力及客源。
2012至2015年期間，由於價格高昂以及受到中國內地反腐敗工作的影響，導致富有客人逐漸減少，沙圈出現衰退跡象。2013年，有「賭王」之稱的何鴻燊的侄兒何猷倫聘請原本在2010年從中國內地到澳門從事賣淫行業的王巧遇出任葡京酒店副經理，王巧遇進入酒店管理層後著手進行沙圈管理的改革工作，以規範酒店的賣淫活動，在為沙圈情色事業提供更周詳保護的同時要求妓女繳交15萬人民幣的「入場費」，又規定妓女必須通過評級，而評委則由王巧遇和何猷倫等人組成。

## 經營手法

### 門檻及評審
沙圈的妓女透過中國大陸的網上廣告或朋友介紹等方法到葡京酒店從事賣淫活動，她們都要向集團繳交10至15萬人民幣的「入閘費」（或稱「入場費」、「介紹費」），還要接受評級和分級，評級者為王巧遇和何猷倫等人，得到授權到沙圈工作的女子也要每月給予1萬元的「保護費」以及每日1000多元的房租。

### 規定及收費
王巧遇不容許沙圈的妓女在沙圈範圍內停步和圍著客人，規定她們在沙圈內不停走動，衣著方面只能穿裙，違者會受到被趕走及禁止在酒店租住房間的處罰。此外，每名妓女的費用劃一收費1,500港元。

### 等級列表
賣淫集團於2002年前已設立一個名為「YSL」（即是「Young Single Lady」，意指年輕的單身女子）的電腦系統，為妓女分級及設立代號及。初期分別有C、T、P三種代號等級，C的級別最高，基本上可以租用酒店房間工作，T為中等，最低級別的P不可在酒店租房工作。王巧遇進入酒店管理層後，等級從三個增加至五個：
- 最優質為C級，可長期租房工作；
- 第二級為CT級，有空房即可租房工作；
- 第三級為T級，淡季（空房多於100間）時才可租房工作；
- 第四級為PT，特殊情況時才可租房工作；
- 最低級為P，不可租房工作。

### 通道及代號
酒店內五樓和六樓內的共120個客房全用作安排妓女與嫖客交易的房間，俗稱「炮房」，酒店亦設有專門的櫃台讓被分級的賣淫女子取房，又以「code 1」和「code 2」分別作為通知有警察查牌和被打劫的代號，前者用來讓保安員通知妓女留在房間暫避以逃避警方查證，待警方離去後才再繼續辦事。

## 瓦解過程
2015年1月，大批司警突然攻進葡京酒店掃黃，搗破在「沙圈」運作的賣淫集團，拘捕涉嫌賣淫的96名中國女子及六名懷疑操控賣淫集團的疑犯，包括何猷倫和王巧遇。賣淫集團轄下涉及的妓女可能多逾2,000人以及涉及4億澳門元不法收益，是澳門回歸以來最大宗操控賣淫集團案。經此一役，擁有四十多年歷史的葡京沙圈遭受重創，自此正式宣告瓦解，商場迴廊內的流鶯就此絕跡。
澳門當局數十年來對當地的色情產業一直睜一眼閉一眼，除了偶然有小規模的掃黃行動外，雙方一直相安無事，此前警方亦未曾有過任何針對沙圈的掃黃行動，因此外界對司警突然的大規模掃黃、甚至拘捕權貴名流的舉動感到不尋常，有意見稱澳門當局的行動是為了配合國家反貪腐的政策，中國中央政府在葡京沙圈被搗破前已在內地多個城市打擊黃賭毒，多名涉貪高官落台後，認為是著手整頓澳門的適當時機。此外，在澳門規模甚大的沙圈在中央政府積極反黑打貪之際沒有收斂，在沙圈的規劃經過關鍵人物王巧遇的改革後，酒店方面也變得跟澳門警方不合作，多種原因導致葡京沙圈成為中央的打擊目標。

## 被捕人士
| 被告         | 身份                                         | 被捕時年齡 | 控罪                                        | 判刑                                                                   | 備註           |
| ------------ | -------------------------------------------- | ---------- | ------------------------------------------- | ---------------------------------------------------------------------- | -------------- |
| 何猷倫       | 葡京酒店行政董事                             | 68         | - 「創立並領導犯罪集團罪」 - 「操縱賣淫罪」 | 1年1個月 (原判) 8年 (上訴至中級法院後)                                 | 賭王何鴻燊侄子 |
| 王巧玉       | 葡京酒店副經理「特別市場客務關係」           | 30         | - 「參加犯罪集團罪」 - 「操縱賣淫罪」       | 2年5個月 (原判) 6年 (上訴至中級法院後)                                 |                |
| 倫國強       | 葡京酒店總經理                               | 53         | - 「參加犯罪集團罪」 - 「操縱賣淫罪」       | 5個月 (原判) 5年 (上訴至中級法院後)                                    | 香港人         |
| 麥德才(音譯) | 葡京酒店保安部經理                           | 57         | - 「參加犯罪集團罪」 - 「操縱賣淫罪」       | 2年5個月 (原判) 5年 (上訴至中級法院後)                                 | 香港人         |
| 喬艷艷       | 葡京酒店副經理「特別市場客務關係」王巧玉助理 | 不詳       | - 「參加犯罪集團罪」 - 「操縱賣淫罪」       | 2年5個月 (原判) 5年 (上訴至中級法院後)                                 | 黑龍江人       |
| 溜湛源       | 葡京酒店司機                                 | 42         | - 「參加犯罪集團罪」 - 「操縱賣淫罪」       | 2年5個月 (原判) 5年 (上訴至中級法院後) 待重新判刑 (於終審法院上訴得直) | 有吸毒紀錄     |

## 審訊個程
2016年1月11日，「葡京沙圈案」正式在初級法院開審，案情指六名被告包括仿傚一國際名牌為代號的「YSL」（young single lady）系統，管理及將妓女分為五個級別，而五、六樓共120個客房，全闢作妓女與嫖客交易的「炮房」，又以「code 1、code 2」代碼，作為警察查牌時「走鬼」及「打劫」的代號。資料顯示，集團運作一年多，收入超過澳門幣四億元，控操約2,400名妓女，每名妓女「入線費」人民幣15萬元，每月還須繳付港幣10,000元保護費。

### 對警方和法院提出質疑
第一被告何猷倫代表律師華年達在開審前向主審法官李宏信要求閉門審訊，指為保障被告及賣淫女子尊嚴。但助理檢察長郭少萍表示反對，指市民有知情權，且刑事訴訟亦有公開原則，由於案件引起公眾高度關注，更應公開審訊以彰顯公義，最後主審法官李宏信指出，是次案件不具備閉門審訊的條件，駁回被告律師要求。第一被告代表律師對警方等執法部門作出質疑，只「沙圈」歷史活動悠久，而且該性活動並非葡京酒店獨有，但警方在作出該行動前沒有作出任何執法行為，並指出被告1995年在酒店工作時，這類賣淫活動已經存在。至於被告雖持有賣淫活動檔案及房間名單，但無作出任何與操縱賣淫有關的行為，亦不能阻止客人訂房。

### 揪出開房「抽籤人」
2016年1月25日，「沙圈案」進入第四日審訊，一名負責接收前期情報及採取拘捕行動的司警出庭作供，該名司警指在調查期間一直無法鎖定「沙圈」操縱賣淫幕後主持人的身份，直至調查一宗發生在葡京酒店二樓的案件期間，先由酒店一名姓楊的副經理口中得悉，案中三名「雞頭」（淫媒）與另一名姓王酒店女副經理「行得埋」，至此才突破缺口，並印證匿名舉報資料，最終鎖定第二被告葡京酒店副經理王巧玉就是操縱「沙圈」的關鍵人物。該名司警稱自王巧玉入職酒店後，隨即改變妓女在酒店賣淫的規矩，包括安排妓女入住房間及接客「抽籤」事宜，以及保安改變協助警方調查的做法，若警方沒有搜查令，保安不會協助警方查房，其「強勢」姿態，讓人駭然。
同日，一名姓楊的妓女作供。表示從2014年起在葡京酒店內賣淫五、六次，每次開工七日，從其他「女孩子」口中得知，要取得「開工房」，需到前台櫃台要求「在下面走的房間」，而續房則須到另一邊特定的櫃台。楊女又指，透過觀察其他「女孩子」，知道要在特定範圍走動，又認為要穿得漂亮一點，試過開普通客房，但不被允許在「沙圈」兜客，指保安看見生面口的會查房卡，只有顯示五、六樓住客才可以，而房卡是黃色的，背面有相。王女指出由於太多「YSL」在「沙圈」活動，即使五、六樓合共120個房間，旺場時仍不夠房間分配，這時保安會召集眾多「YSL」到房間，抽房卡決定誰休息誰開工。法官李宏信進一步詢問主持「抽籤人」是誰，證人在指證過程上相當困難，最終法官要求所有被告站出來給她辨認，最終指證是第二被告王巧玉（葡京酒店副經理「特別市場客務關係」）。

### 爆「沙圈」內地下秩序
2016年1月26日，「沙圈案」進入第五次庭審，法庭傳召多名參與前期「踩點」及拘捕行動司警，以及葡京酒店前台及保安員出庭。其中酒店前台和保安員作供時大爆「沙圈」地下秩序，首被告何猷倫及第三被告倫國強親自到前台指示服務員，處理修改妓女代碼事宜，並直接參與妓女分等級工作，而全公司亦只有三人，有權更改妓女級別，其中以何猷倫權力最大。
證供更披露次被告王巧玉，將妓女分為五個等級，並依酒店入住情況，安排妓女開房「搵食」。十名司警偵查員作供時稱曾目睹一些衣著性感女子，在酒店大堂向陌生男子搭訕，詢問「去不去」，至於住在幾樓、女子是否賣淫、性交易價錢，警員都無從得知。
同日下午，有前台服務員作供指從2011年起入職時酒店已經有YSL（Young SingleLady）系統，將YSL分成三級，視乎酒店入住率依序給予房間，一般會安排在酒店五、六樓。除非當日客房爆滿，否則不安排普通客人入住五、六樓，而當普通客人需要返回房間時，前台職員會儘量避免讓他們使用YSL 常用的電梯。該服務員更供稱YSL 到前台登記資料時，代碼即會彈出，除代碼為「C」的女子可直接入住外，其他要由當值經理決定。直到第二被告王女入職，她即將女子的級別，增至C、CT、T、PT、P 五級，又在前台設置特別通道，除代碼「C」的女子，可如常在一般櫃位辦理入住外，其他級別都要在該專道排隊，由王女決定是否給予房間，如王女應允，便會自行修改該女子代碼，女子需再返回一般櫃位辦理入住手續。

### 檢察官要求改控三被告更重罪名
2016年2月4日，檢察官在開審前提出要求改控第一被告行政董事何猷倫、第三被告總經理倫國強和第四被告保安經理麥德才等三名被告更重罪名，由刑罰不設下限，可以罰款代刑的第二款罪名，改控以第一款罪名，即凡誘使、引誘、或誘導他人賣淫者，即使與其本人有協定；又或操縱他人賣淫者，即使經其本人同意，至少處一及最高三年徒刑，一旦罪成，被告最少判徒刑一年及不可以罰款代刑，辯方有十日時間答辯。同日更傳召七名證人作供，包括兩名保安。

### 辯方證人作供
2016年2月18日上午，該案首次有辯方證人作供。其中一名辯方證人稱，1996年入職到2008年更獲升任為總經理。他透露自入職時開始，已看見有「小姐」在葡京酒店出入，而因工作需要，曾收到其他住客噪音等方面的投訴；他又稱，最初沒有限制「小姐」租住酒店客房的數量，但到後來卻規定最多只可租出120間客房供該批女子使用。另外，酒店方面亦會按照「黑名單」制度來分配女子的房間。對於使用「YSL」來形容該批身份特殊的女子，證人表示知悉，他解釋專門櫃枱的用途是一旦酒店在繁忙時段，一定要將普通客人和「YSL」分開處理，以免造成混亂。
而案中另一名辯方證人，則向法官坦承妻子是案中第一被告的親戚，自己亦跟被告早已認識，並熟悉被告的為人。證人向法官稱他認識的首被告是一位負責任的人，又稱第一被告到葡京酒店任職之初，早已存在著那些女子；而據他了解，第一被告亦對該批女子感到反感，並認為堂堂五星級大酒店不應存在著「這些事」，第一被告雖然反感及遺憾，但沒有能力去改變事件。證人又稱第一被告對員工要求及管理都十分嚴格，從不容許有任何收受利益或引誘的事件出現。

### 澳博高層作供
2016年2月18日下午，澳博董事局主席蘇樹輝出庭作證。形客案中首被告為人正直，但亦不太考慮人情，有時甚至覺得他處事太過直。蘇樹輝回答檢察官提問時稱，曾聽過第一被告對酒店出現懷疑賣淫的女子表示反感，認為五星級酒店不應存在這種事。至於「沙圈」發展蓬勃，他回應指相信首被告會有適當措施令酒店發展的同時不會造成太大混亂，至於具體措施如何實行則不清楚。他又稱，不清楚懷疑賣淫的女子是如何取得酒店的房間，自己亦曾到過葡京商場行過，認為那裡已經成為一個著名「景點」。他指，由於首被告不可能認出誰為賣淫人士而判斷是否租房，站在酒店立場方面亦不可能不租房間給客人。

### 控辯雙方證人成兩派
同日，一名葡京酒店前總經理作供時透露聘請案中第二被告、女副經理的原委。楊稱，首被告曾在一次會議中向他提出，如在桑拿浴室或卡拉OK，找一名較理解女性的女子代為處理「YSL」的事宜會更適合，後來有人向首被告介紹第二被告，最後她亦獲得聘用。楊又稱，後來才知悉第二被告曾經亦是「YSL」，因此認為聘請她屬於恰當。
另一名辯方證人，則向法官坦承，妻子是首被告的疏堂親戚，自己亦跟首被告很早認識，並熟悉他的為人，首被告是一位負責任的人，首被告到葡京酒店任職時，早已存在著那些女子，據他了解，首被告亦對該批女子反感，認為五星級酒店不應存在「這些事」，首被告雖然反感及遺憾，但沒有能力改變事件。證人最後稱，首被告對員工要求及管理都十分嚴格，從不容許有任何收受利益或引誘的事件出現。

### 第一被告曾出手救酒店形象
在2016年2月22日庭審中，其中一名證人供稱，第一被告非常重視酒店形象。曾聽聞花名叫「兔仔牙」的酒店助理經理，私下收取懷疑賣淫女子金錢，才批准對方成為YSL（Young SingleLady，年輕單身女子），在酒店賣淫，令首被告何猷倫不滿，故開會決定聘請適合YSL，代處理賣淫囡囡事宜，並希望獲取更多「收錢」線索。一名葡京酒店前總經理作供稱，何非常重視酒店形象及衛生情況，曾要求酒店於2000年起，安排賣淫囡囡只能入住五樓及六樓共120個房間（直至前年年底）；並希望減少女子在升降機，與其他住客共處時間，以改善酒店形象。

### 大力保護「YSL」
在2016年2月23日庭審中，葡京酒店前總經理陳健文作供稱曾考慮停止YSL（Young Single Lady，年輕單身女子）系統管理運作，但擔心妓女會分散酒店各處，為客人帶來更大滋擾。
陳健文作供時提到在90年代初期，葡京酒店附近一帶都有不少妓女「企街」，更出現滋擾酒店客人等亂象;當時，妓女不止租用120個客房，估計至少有200間客房經營賣淫，更分散酒店各層。而酒店從2000年起建立並制定YSL系統管理後，始將所有妓女限制在120間房內，並集中在五、六樓管理，大大減少對客人滋擾。他表示第一被告何猷倫一直想改善酒店妓女問題，亦曾收過至少兩封匿名信投訴妓女，也多次聽到坊間非議，並為此感到苦惱，但無能為力，只能勸籲及任由妓女「自生自滅」。
助理檢察長隨即對陳建文作出質疑，指既然那麼煩惱，澳門經濟那麼好，為甚麼不停止該YSL系統呢？陳建文答第一被告何猷倫曾考慮停止相關活動，但希望先逐步減少（妓女數目）；又擔心這班流鶯有證件來澳，但沒有理由不把房間給他們，又擔心這班流鶯分散到酒店每個角落。陳建文同時指自2008年1月起調任新葡京酒店總經理，第一被告和其他高層曾多次進行會議商討找出適合人選，專責管理「YSL」，第二被告王巧玉其後申請入職，並獲首被告聘用。他本人亦指出曾在酒店見到首被告向王女介紹酒店內不同餐廳讓她認識，被問到王女為何有屬於自己的酒店長房，而同級別員工或比她高級的第三被告倫國強，亦未有套房時，證人回應稱第二被告在澳門人生路不熟，工作有一定危險，故長房一定要靠近閉路電視。曾經聽到何猷倫慨嘆第二被告曾被人投訴其本人收受利益，而真正信任的人，只有倫國強（第三被告）和他本人。證人稱，知悉倫國強（第三被告）曾問王巧玉（第二被告）有否收利益，但王女（第二被告）一直不肯聽電話及出面交代;而在王女放假被調查期間，何猷倫（第一被告）和 倫國強（第三被告）則親自管理「YSL」房間。

## 判刑

### 初級法院判刑
2016年3月17日，「葡京沙圈」案於初級法院判決，並頒佈判詞。
- 首被告葡京酒店行政董事何猷倫被判操縱賣淫罪名成立，判囚一年零一個月，創立並領導犯罪集團罪名則不成立。
- 第二被告王姓女副經理、第三被告倫姓總經理、第四被告麥姓保安經理、第五被告喬姓女副經理女助理和第六被告潘姓司機同樣被判操縱賣淫罪名成立。
  - 次被告王姓女副經理同樣被判操縱賣淫罪名成立，創立並領導犯罪集團罪名不成立，被判囚兩年零五個月；
  - 案中第三、四被告各判囚五個月，第五、六被告各判囚七個月。

除第二被告外，五名被告包括第一被告澳門賭王何鴻燊侄子68歲的何猷倫因已超過刑期，全部已視作服刑，當庭釋放。

### 初審判刑過輕致檢察部門上訴成功 各被告被加刑
後來檢察院和三名被告均不服判決提出上訴，中級法院於2019年12月1日作出裁決，裁定檢察院於該案上訴得直並勝訴，三名被告於該案敗訴並與另外三名被告加刑。
- 第一被告何猷倫改判觸犯一項「創立並領導犯罪集團罪」成立，處六年徒刑，他並觸犯58項「操縱賣淫罪」，每項處以九個月徒刑，數罪並罰，合共判處徒刑八年。
- 第二被告王巧如觸犯一項「參加犯罪集團罪」成立，處四年徒刑，他並觸犯58項「操縱賣淫罪」，每項處以兩年徒刑，數罪並罰，合共判處徒刑六年。
- 第三被告倫國強、第四被告麥德才和第五被告喬艷艷觸犯一項「參加犯罪集團罪」成立，處四年徒刑，他並觸犯58項「操縱賣淫罪」，每項處以五個月徒刑，數罪並罰，合共判處徒刑六年。
- 第六被告潘湛源觸犯一項「參加犯罪集團罪」成立，處四年徒刑，他並觸犯3項「操縱賣淫罪」，每項處以五個月徒刑，數罪並罰，合共判處徒刑四年零八個月。

### 上訴至終審法院 第六被告上訴得直
第一被告何猷倫、第三被告倫國強和第六被告潘湛源因不服被加刑向終審法院提起上訴，終審法院於2021年10月27日公佈裁決，裁定第一被告和第三被告於該案敗訴，維持原判。第六被告上訴得直，其案件被中級法院判處的「參加犯罪集團罪」罪名不成立，將案件移送中級法院，以便對潘湛源觸犯的三項「操縱賣淫罪」作出數罪並罰，對其判處單一刑罰。

## 竞争对手
在2007年，澳门威尼斯人度假村开张，逐渐在里边形成了另一个热门的的妓女公开招客室内地点。葡京沙圈被澳门及内地执法者合力收拾之后没有复活，被叫做旧沙圈，而另外一边的那个性交易接洽站点，野火烧不尽，春风吹又生，在那个时候已经移到附近室外，在兴旺地运转。